# Església dels Arcàngels d'Iprari
L'església dels Arcàngels d'Iprari (en georgià: იფრარის მთავარანგელოზზის ეკლესია), o Tarngzel, com se la coneix localment, és una església del segle xi als afores del llogaret homònim al municipi de Mestia, a la regió de Samegrelo-Zemo Svaneti, Geòrgia. El poble és part de la regió històrica i cultural de les terres altes de Svanètia. Arquitectònicament, és una església de planta de saló petita, que conté un conjunt de frescs pintats per Tevdore el 1096, un dels punts culminants de l'art monumental georgià medieval. L'església està inscrita en la llista dels Monuments Culturals destacats de Geòrgia.

## Arquitectura
Iprari és un petit edifici rectangular i simple amb dimensions de 4,75 × 2,6 m², que acaba en un absis a l'est. L'església està construïda amb blocs quadrats de pedra tosca groguenca ben tallada. Les façanes són simples i pobres en decoració. L'única entrada se'n troba a l'oest. L'interior està il·luminat per dues finestres, una a l'absis i l'altra sobre l'entrada. L'altar està separat del saló per un iconòstasi de pedra, amb tres obertures d'arc. Les parets de l'església són simples, sense gaire tractament especial arquitectònic; els suports s'utilitzen per als arcs a les parets longitudinals. Les parets interiors contenen una sèrie de grafits commemoratius, que daten del segle xi al segle xv.

## Pintures murals

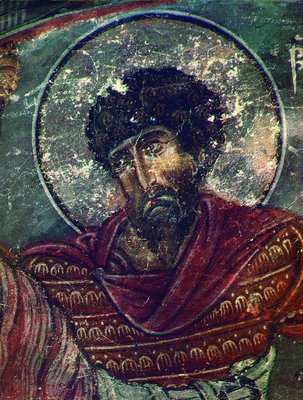
Teodor Stratelates, en un dels frescs d'Iprari

Arquitectònicament irrellevant, l'interior de l'església d'Iprari conserva murals d'alta qualitat encarregats per la comunitat local al «pintor reial» Tevdore el 1096, segons informa una inscripció georgiana a l'iconòstasi de l'altar. També se sap que aquest Tevdore va pintar al fresc altres dues esglésies a Svaneti: l'església Lagurka dels Sants Quirze i Julita el 1112 i l'església Nakipari de Sant Jordi el 1130.
Els frescs estan organitzats per seguir les característiques arquitectòniques de l'interior; s'utilitzen diversos motius ornamentals per a emmarcar i demarcar les composicions murals. Les escenes a la petxina de l'absis representen, en els nivells superior i inferior, respectivament, la Deisi i un grup de jerarques de l'església flanquejats per dos canelobres en flames. L'iconòstasi de l'altar conté representacions dels sants Quirze i Julita, Demetri de Tessalònica i Esteve. Els frescs a les parets i al sostre també s'organitzen en dos nivells, que representen el baptisme de Jesús, sant Jordi, l'arcàngel Miquel i Josuè, agenollats davant seu; al mur nord hi ha la nativitat de Jesús, l'arcàngel Gabriel, Teodor Stratelates, la marededeu Nicopeia i santa Anna al mur sud.
El mur occidental conté els frescs de l'Anunciació i les santes Bàrbara i Caterina. L'exterior de la façana sud, enfront del llogaret, també va ser completament pintat al fresc, un tret característic de les esglésies medievals de Svanètia, per un pintor local desconegut del segle xii. Aquests murals, que representen escenes de caça de sant Eustaqui de Roma i la Deisi, s'han esvaït sobre manera.

## Icones

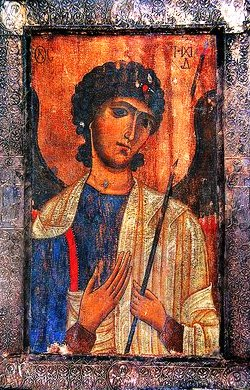
L'arcàngel Miquel. Una icona del segle XII-XIII de la iconòstasi d'Iprari

Com moltes altres esglésies medievals de Svanètia, l'església Iprari, a causa de la seva llunyania, va servir com a dipòsit segur de peces de l'art cristià. Recorrent la regió el 1910, l'erudit georgià Ekvtime Taqaishvili va informar sobre almenys una dotzena d'articles antics de l'església, entre ells un tríptic de la Mare de Déu i el Nen del segle xiii, actualment perdut, que també mostrava el fundador David, aparentment el rei David VII de Geòrgia, com se suggereix en esmentar David i la seva esposa Gvantsa en una altra inscripció de la icona.
A la iconòstasi d'Iprari es conserva la icona del segle XII-XIII que representa l'arcàngel Miquel i la Deisi.